# Bruno Fürst
Bruno Fürst (1891-1965) est un juriste germano-américain. Il est connu pour sa méthode de développement de la mémoire. 

## Biographie
Johann Franz Bruno Fürst est né à Metz, en Moselle annexée, le 13 mars 1891. Il passe un doctorat en droit (Dr. juris bonnensis) et se marie en 1928. Bruno Fürst s'installe, comme avocat, à Francfort-sur-le-Main. 
De confession juive, Bruno Fürst quitte l'Allemagne après l'arrivée de Hitler au pouvoir en 1933. Il émigre d'abord en Suisse, où il développe une méthode pour développer la mémoire. N'ayant plus de visa en 1934, il quitte la Suisse pour Prague, en Tchécoslovaquie. Il s'y installe et enseigne à l'Université Masaryk jusqu'en 1938. Devant la politique expansionniste de l'Allemagne nazie, Bruno Fürst décide d'émigrer aux États-Unis le 30 mai 1938. Il s'installe alors à New York, où il enseigne sa technique pour développer la mémoire et la concentration. 
Bruno Fürst décèdera sans descendance à New York, le 28 mars 1965. Son épouse décéda à St. Petersburg, en Floride, le 18 mai 1999.

## Publications
- School of Memory and Concentration, New York, c 1946.
- Die Ausbildung des Gedächtnisses, Calve, Prague 1935.
- How to remember, Greenberg, 1944 	Vorhanden in Frankfurt
- Stop forgetting, Greenberg, New York, 1949 	Vorhanden in Frankfurt
- The practical way to a better memory,  Grosset & Dunlap, New York, 1949.
- Use your head, Funk and Wagnalls Comp., New York, 1939.
- Die Kunst der freien Rede, Calve, Prague, 1935.
- Die Ausbildung des Gedächtnisses, Calve, Prague, 1935.
- Der Weg zum guten Gedächtnis, Forum Verl., Vienne, 1964.
- Der Fall Wiechmann, J. Püttmann, Stuttgart, 1928.
- Die Bedeutung des Hypnotismus für Strafrecht und Strafprozeß, Kesselring, Francfort, 1918.
- The practical way to a better memory, Grosset & Dunlap, New York, 1948.

## Sources
- In re Holocaust Victim Assets Litigation : Case No. CV96-4849 sur crt-ii.org.